# Porfyrin

Strukturformel för porfin, den enklaste porfyrinen.

Porfyriner är en grupp kemiska föreningar, som ingår i ett flertal biologiska system, bland annat är de produkter i bildningen av hem och klorofyll. Porfyriner består huvudsakligen av kol- och väteatomer, men i de heterocykliska och aromatiska ringstrukturer som kolatomerna bildar ingår även kväveatomer. Grundstrukturen som är gemensam för alla porfyriner är en tetrapyrrolring som är sammanbunden med metenbryggor. Naturligt förekommande porfyriner kategoriseras genom antalet karboxylgrupper som är substituerade på ringstrukturen och varierar mellan två och åtta stycken. Uroporfyrin (åtta st syragrupper), coproporfyrin (4 st syragrupper) samt protoporfyrin IX (2 st syragrupper) är exempel på porfyriner som bildas vid hemsyntesen. Porfyriner är på grund av sin aromatiska ringstruktur, naturligt förekommande pigment och har fluorescerande egenskaper med absorptionsband mellan 390 och 425 nm.
Ibland kan det uppstå defekter i de enzymer som medverkar i hemsyntesen vilket gör att höga halter av porfyriner ansamlas i kroppen och denna sjukdom heter porfyri. 
Porfyriner kan binda till sig tvåvärda joner i mitten av ringstrukturen, tex Fe, Zn, Cu, Ni och Co. Porfyriner är ofta starkt purpurfärgade och härav kommer molekylens namn; det grekiska ordet πορφυρός (porphyros) betyder purpur.
I porfyrinets mitt binder den gärna en metallatom, såsom järn, zink, koppar, nickel eller kobolt. En typ av järnbindande porfyrin kallas hemgrupp och är en viktig beståndsdel i flera biologiska system däribland i blodets hemoglobin. Porfyrin finns även i klorofyll c som förekommer hos kromalveolater. Övriga klorofyller bygger på klorin, som har en dubbelbindning mindre i en av pyrrolringarna än porfyrinerna. Porfyriner har extremt höga molära ljusabsorptionskoefficienter, i storleksordningen 10^5 . Detta beror på porfyrinets utökade konjugerade elektronsystem. Porfyrin fungerar som kelatbildande ligand, vilket förmår komplexbinda exempelvis alkaliska jordartsmetaller

## Läkemedel
Porfyriner har visat sig vara användbara inom medicin, då de kan fungera som fotosensiterare.  Principen bakom detta är att när porfyrinen blir belyst med ljus av en lämplig våglängd kan den exciteras, dvs gå in i ett högre energitillstånd. I närvaro av syre så kan den exciterade porfyrinen avge sin energi till syremolekylen som i sin tur blir exciterad. En exciterad syremolekyl är väldigt reaktiv och kommer oxidera biologiskt material, tex cellväggar. Detta kan tex användas inom bestrålning av cancertumörer, där man tillsätter en syntetiserad fotosensiterare, ofta med porfyrinstruktur, som binder in till cancertumören. När sedan tumören blir belyst kommer cancercellerna att dö och denna behandlingsmetod kallas fotodynamisk terapi. Det går även att använda naturligt förekommande porfyriner som fotosensiterare. Bland annat har det visat sig att bakterier producerar porfyriner naturligt och dessa kan användas som fotosensiterare . Detta kan tex användas vid behandling av acne som orsakas av bakterier i huden. Huden belyses då med ljus av en våglängd runt 405 nm vilket exciterar pofyrinerna inuti bakterierna och dessa dör.